# Татарский, Александр Михайлович
Алекса́ндр Миха́йлович Тата́рский (укр. Олександр Михайлович Татарський; 11 декабря 1950, Киев, Украинская ССР, СССР — 22 июля 2007, Москва, Россия) — советский и российский режиссёр-мультипликатор, художник, продюсер; заслуженный деятель искусств Российской Федерации (1996), лауреат Государственной премии Российской Федерации (1998) и премии «Ника» (1997).

## Биография

### Советский период
Родился 11 декабря 1950 года в Киеве в еврейской семье. Отец — работник цирка и сценарист М. С. Татарский. В 1974 году окончил Киевский институт театра и кино по специальности кинодраматург-киновед-редактор, а также специализированные трёхгодичные курсы художников-мультипликаторов Госкино УССР. Во время учёбы познакомился с Игорем Ковалёвым, на долгие годы ставшим ближайшим другом и соавтором Татарского.
Мультипликацией занимался с 1968 года на студии «Киевнаучфильм». Прошёл путь от заливщика до режиссёра. В 1980 году переезжает в Москву для работы кинорежиссёром в мультипликационной студии Т/О «Экран».
Александр Татарский и другие художники на некоторое время обосновались в церкви Трёх Святителей на Кулишках, где нужен был ремонт. Скоро церковь передали Московской Патриархии. Ставший настоятелем храма Владислав Свешников разрешил им остаться, пока они не найдут себе новое пристанище, за что художники помогали в восстановлении церкви.
Режиссёр мультфильма «Пластилиновая ворона» (1981), перевернувшего представление о мультипликации.
В 1988 году Александр Татарский, Игорь Ковалёв и Анатолий Прохоров основали Московскую студию «Пилот» (Школа новых экранных технологий), где Татарский взял на себя роль художественного руководителя. Студия «Пилот» стала первой независимой киностудией в Советском Союзе.
Вскоре часть персонала, включая Ковалёва, по приглашению студии Klasky Csupo переехала для работы в США. По словам Татарского, ему первому из советских мультипликаторов поступило предложение о переезде, но он отказался. Отъезд «пилотовцев» он называл настоящей катастрофой для отечественной индустрии.

### Российский период
В 1990-е годы Татарский выступил автором-режиссёром многих рекламных роликов и музыкальных клипов.
В 1997 году Александр Татарский и Анатолий Прохоров основали телекомпанию «Пилот ТВ».
С 1997 года — художественный руководитель телепроекта еженедельной передачи «Чердачок Фруттис» (ОРТ).
Наиболее известные персонажи, созданные Татарским — братья Колобки, которые потом были переименованы в Братьев Пилотов. Они были не только героями нескольких мультфильмов, но также и первыми на российском телевидении виртуальными ведущими.
В 1996 году Александру Татарскому присваивается звание Заслуженный деятель искусств Российской Федерации.
В 1998 году Татарский получает Государственную премию Российской Федерации в области литературы и искусства за цикл «Из личной жизни Братьев Пилотов» и телепрограмму «Чердачок Братьев Пилотов».
Большинство фильмов Александра Татарского и студии «Пилот» имеют фестивальные награды. Заставка для передачи «Спокойной ночи, малыши!» была внесена в Книгу рекордов Гиннесса за рекордное число выходов в эфир.
Татарский был президентом Открытого российского фестиваля анимационного кино в Суздале и руководителем секции анимации при Союзе кинематографистов.
В 2007 году он был членом экспертного совета кинопремии «Золотой орёл».

### Смерть
Александр Татарский скончался во сне 22 июля 2007 года. Причина смерти — остановка сердца (ещё в детстве ему был диагностирован врождённый порок сердца). На похороны на Миусское кладбище пришли сотни людей — известные режиссёры, многочисленные студенты покойного и работники студии «Пилот»; проводы проходили под мелодию из мультфильма «Падал прошлогодний снег».

## Личная жизнь
Александр Татарский был женат трижды. Инна (Акимова) — первая жена Татарского. От второй жены, Екатерины, у Татарского есть сын Илья (род. 1992), от третьей, Алины, — сын Михаил (род. 2006).
В одном из последних интервью Александр Михайлович признался: «Не будучи русским по крови, я обладаю совершенно русским характером».

## Награды
- Заслуженный деятель искусств Российской Федерации (11 декабря 1996) — за заслуги в области искусства[9]

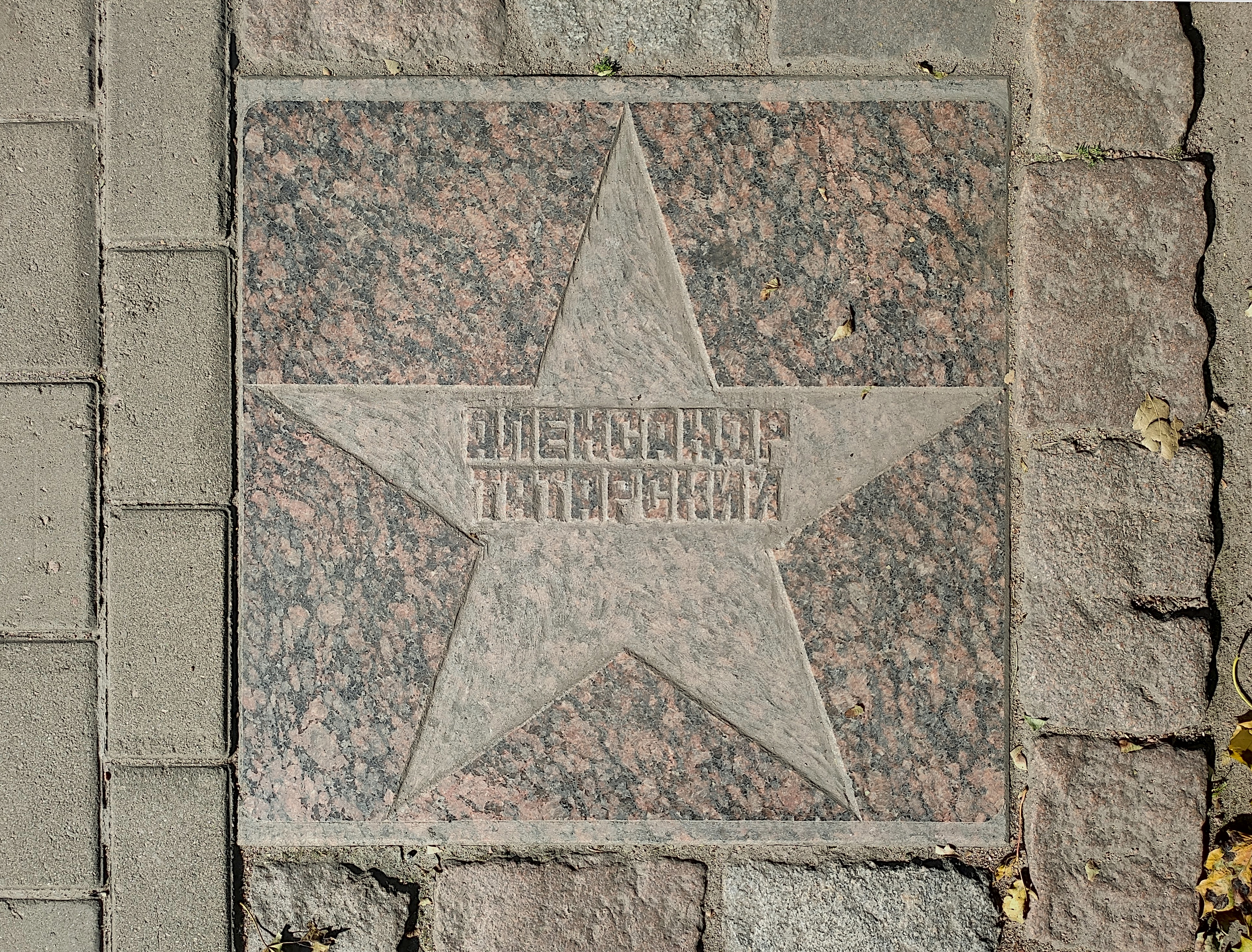
Звезда Александра Татарского на Аллее актёрской славы в Выборге

Мультфильмы Александра Татарского награждались на фестивалях:
- «Пластилиновая ворона» — всего 25 призов
  - «Гран-при» на Всесоюзном фестивале телефильмов, 1981;
  - Диплом МКФ в Габрово, Болгария, 1983;
- «Падал прошлогодний снег»:
  - Приз «Серебряный Кукер» на МКФ в Варне, Болгария, 1983;
  - Диплом ФИДЕЖ на III МФАФ в Варне и др.
- «Обратная сторона Луны»:
  - Приз «Золотой клоун» на VI МКФ в Загребе, 1984;
  - Диплом на МКФ в Лондоне, 1984, и др.
- «Следствие ведут Колобки» — Приз «Золотой Кукер» на МКФ в Варне, 1987;
- «Лифт 1»:
  - 2-я премия на МКФ «Минимакс», Сосновец, Польша, 1989;
  - приз жюри ВФАФ «Крок», Киев, 1989;
  - 1-й приз ВКФ «Дебют», Москва, 1990;
- «Братья Пилоты готовят на завтрак макарончики» — Премия «Ника» за лучший анимационный фильм, 1997;
- «Унесённые ветром» — «Гран-при» МФАФ в Злине, Чехия;
- «Красные ворота Расёмон»:
  - «Гран-при» МКФ детского кино в Чикаго, США, 2002;
  - приз МКФ в Эшпиньо, Португалия, 2003;
  - специальное упоминание жюри на Лейпцигском фестивале документальных и мультипликационных фильмов
  - приз МКФ в Чикаго «За лучшую традиционную анимацию», премия «Оз», США, 2003;
- «Гора самоцветов» — премия «Золотой Орёл», 2006, и др.

## Фильмография
- 1974 — «Кстати о птичках»
- 1976 — «Как кормили медвежонка» (художник-мультипликатор)
- 1976 — «Музыкальные сказки» (художник-мультипликатор)
- 1977 — «Приключения кузнеца Вакулы» (художник-мультипликатор)
- 1978 — «Первая зима» (художник-мультипликатор)
- 1978 — «Сказка про Чугайстра» (художник-мультипликатор)[11]
- 1979 — «Золоторогий олень» (художник-мультипликатор)
- 1979 — «Как несли стол» (художник-мультипликатор)
- 1979 — «Лень» (художник-мультипликатор)
- 1979 — «Приключения капитана Врунгеля» (художник-мультипликатор)
- 1981 — «Жили-были матрёшки» (художник-мультипликатор)
- 1981 — «Пластилиновая ворона»
- 1981/2002 — «Спокойной ночи, малыши!» (заставка передачи; компьютеризирован в 2002 году с новыми функциями)
- 1982 — «Микрофильмы»
- 1982 — «Новогодняя песенка Деда Мороза»
- 1982 — «Берегите хлеб»
- 1982 — «Возвращение со звёзд»
- 1982 — «Происшествие в музее»
- 1982 — «Телеглаз» (заставка передачи)
- 1983 — «Падал прошлогодний снег»
- 1984 — «Обратная сторона Луны»
- 1984 — «Будильник» (заставка передачи)
- 1984 — «Это совсем не про это» (художник-мультипликатор)
- 1985 — «Знаки»
- 1985 — «Крылья, ноги и хвосты»
- 1985 — «Кубик. Кубик Рубик клоунада»
- 1985 — «Полезные советы профессора Чайникова»:
  - «Как побелить потолок»
  - «Как не залить соседей»
  - «Как обогреть палатку»
- 1985 — «Туда и обратно»
- 1986—1987 — «Следствие ведут Колобки»
- 1989 — «Лифт 1»
- 1989 — «Лифт 2»
- 1991 — «Путч»
- 1992 — «Лифт 5»
- 1992 — «Сюда идёт кот!» (англ.  Here Comes the Cat!), с Игорем Ковалёвым
- 1995—1996 — «Из личной жизни братьев Пилотов»
- 1996 — «Братья Пилоты готовят на завтрак макарончики»
- 1996 — «Я дам тебе знать» (клип музыкальной группы «Машина времени»)
- 1997—1999 — «Чердачок Фруттис» (художественный руководитель)
- 1999 — «Академия собственных Ашибок» (художественный руководитель)
- 1999 — «Унесённые ветром»
- 19?? — «Прибытие поезда» (не завершён)
- 2000—2003 — Телепередача «Тушите свет» (студия «Пилот ТВ» по заказу НТВ (2000—2001), ТВ-6 (2001—2002), ТВС (2002—2003))
- 2001 — «Десять лет, которые потрясли нас» (художественный руководитель)
- 2002 — «Красные ворота Расёмон»
- 2003 — «Красная стрела» (художественный руководитель)
- 2004—2007 — «Гора самоцветов»:
  - 2004 — «Как пан конём был»
  - 2004 — «Лиса-сирота»
  - 2004 — «Толкование сновидений»
  - 2005 — «Ворон-обманщик»
  - 2005 — «Большой петух»
  - 2005 — «Злыдни»
  - 2005 — «Лис и дрозд»
  - 2006 — «Соловей»
  - 2006 — «Мальчик с пальчик»
  - 2007 — «Заяц-слуга»
  - 2008 — «Как помирились Солнце и Луна»
  - 2008 — «Майма-долгожданный»
- 2006 — «Моя хата з краю» (консультант)
- 2006—2007 — «Мульти-Россия»
- 2010 — «Фиксики» (идея мультсериала, реализована после смерти автора)

## Фильмы «Братья Пилоты»
Фильмы из серии «Братья Пилоты» или «Из личной жизни братьев Пилотов» снимались на студии «Пилот» по сценариям А. Татарского разными режиссёрами:
- 1996 — Братья Пилоты вдруг решили поохотиться (студия «Пилот», Москва; режиссёр Сергей Гордеев)[12]
- 1996 — Братья Пилоты иногда ловят рыбу (студия «Пилот»; режиссёр Васико Бедошвили)[12]
- 1996 — Братья Пилоты по вечерам пьют чай (студия «Пилот»; режиссёры Андрей Колпин, Валерий Качаев)[12]
- 1996 — Братья Пилоты показывают друг другу новогодние фокусы (студия «Пилот»; режиссёры Николай Козлов, Леонид Стульев)[12]
- 1996 — Братья Пилоты готовят на завтрак макарончики (студия «Пилот»; режиссёр Сергей Гордеев)[12]

## Незавершённые проекты
Много лет Александр Татарский вынашивал идеи создания двух полнометражных мультфильмов: «Прибытие поезда» — авторского проекта о пассажирах поезда, в аллегорической форме рассказывавшего историю Советского Союза, и «Безумные волосы» — комедийного детектива, сюжет которого разворачивался в Лондоне времён Второй мировой войны. Оба проекта так и не были завершены из-за смерти режиссёра. Игорь Ковалёв, с которым они начинали работу над «Прибытием поезда», выказывал желание довести проект до конца.

## Память
После смерти Александра Татарского Открытый фестиваль анимационного кино в Суздале (Суздальфест) учредил премию «Прорыв» имени Александра Татарского. Приз вручается ежегодно профессионалами анимационной индустрии одному из участников фестиваля.